# Rue de Siam
Pour les articles homonymes, voir Rue de Siam (homonymie).
La rue de Siam est l’artère principale du centre-ville reconstruit de Brest. La rue Saint-Pierre, l'ancien nom de la rue, fut tracée par Vauban comme l'une des artères principales de la ville qu’était Brest, avec la Grand-rue (renommée rue Louis-Pasteur en 1907) plus importante.
La rue de Siam d’avant la Seconde Guerre mondiale était bien plus étroite que l'artère actuelle, le centre-ville ayant été détruit quasiment en totalité par les bombardements alliés et les bulldozers de la Reconstruction.

## Origine du nom
Elle doit son nom actuel au débarquement de trois ambassadeurs du roi de Siam (actuelle Thaïlande) Narai, menés par Kosa Pan, dans ce port, le 18 juin 1686. Accompagnés de six mandarins, trois interprètes, deux secrétaires et une vingtaine de domestiques, chargés de nombreux présents, ils venaient rendre visite au roi Louis XIV à Versailles. Venus par mer, ils avaient voyagé à bord des navires l’Oiseau et la Maligne. Empruntant à pied la rue Saint-Pierre pour se rendre à l’hôtel du même nom, ils émerveillèrent les Brestois qui rebaptisèrent leur rue.

## Historique

### L'ancienne rue de Siam
Le vieux Brest (sur la rive gauche de la Penfeld) avait été organisé par Vauban autour de deux rues principales qui partaient de la porte Landerneau : la Grand-rue (renommée rue Louis-Pasteur en 1907), l’artère principale de la ville, et la rue de Siam. La rue de Siam était étroite et se terminait par un virage au niveau du pont National qui reliait les deux rives de la ville. Le péril jaune, surnom de l'ancien tram de Brest, y passait tout de même.
Au milieu de la rue de Siam se trouvait l'hôtel Saint-Pierre, siège de la préfecture maritime de Brest de 1800 jusqu’à la Seconde Guerre mondiale (la porte de l'ancien séminaire de Brest fut remontée à cet endroit à la Reconstruction). Dans les jardins de l'hôtel Saint-Pierre, fut transféré en 1912, Le triomphe d'Amphitrite d'Antoine Coysevox, donné à la ville de Brest en 1801. Après avoir été évacuée pendant la guerre, la statue ne fut étonnamment jamais ramenée à Brest mais transférée au musée du Louvre à la Libération, ainsi que les autres statues de Coysevox données à Brest en 1801, laissant le piédestal orphelin. Ce dernier fut remonté dans le Château de Brest, en face de la nouvelle Préfecture maritime.

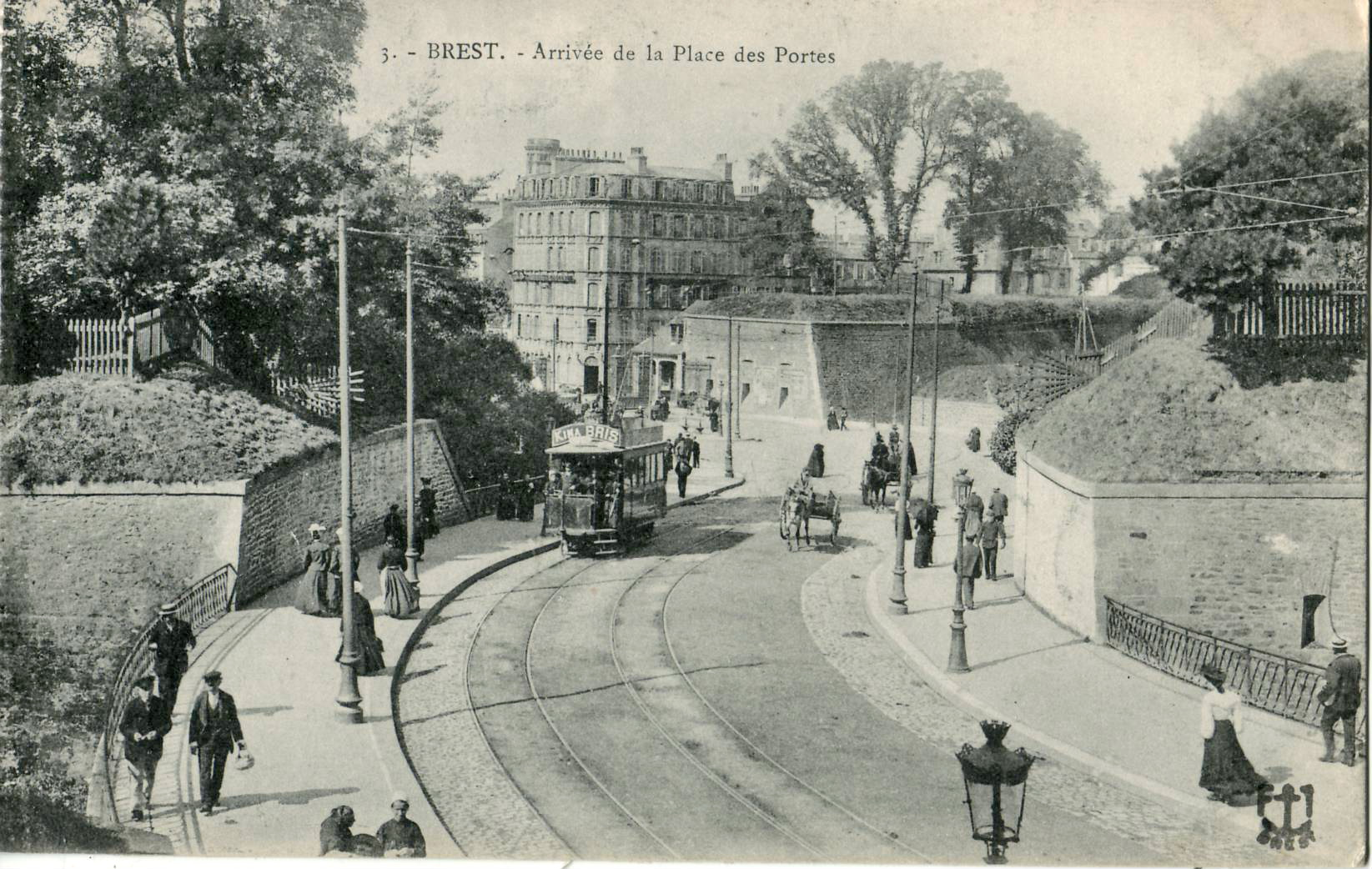
Les Glacis, porte Landerneau, vue de la place de la Liberté ; derrière les murs, la place des Portes ouvrant sur la rue de Siam (invisible sur la photo) et la Grand-rue (renommée rue Louis-Pasteur en 1907).
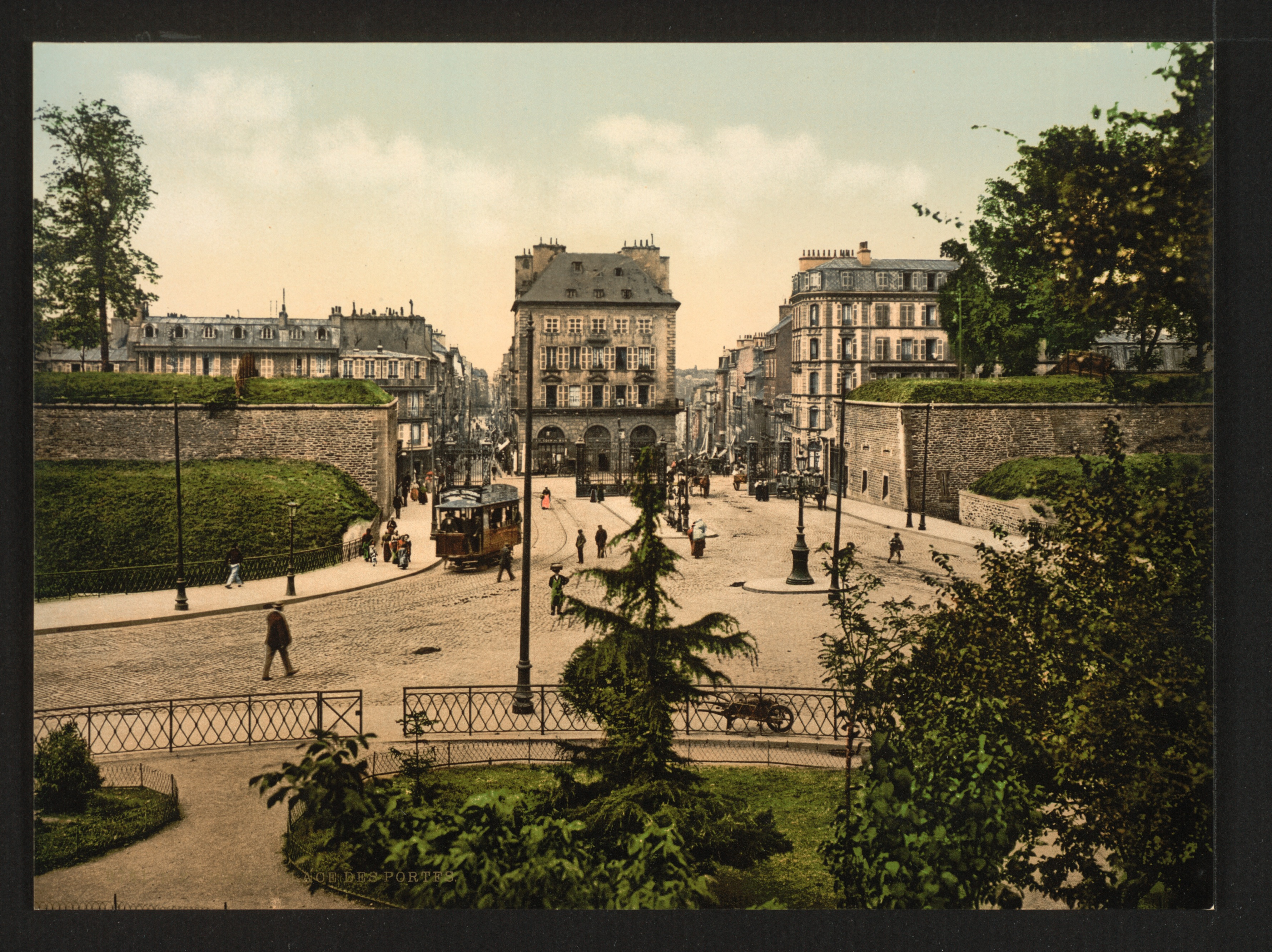
Place des Portes ouvrant sur la rue de Siam (gauche) et la Grand-rue (droite).
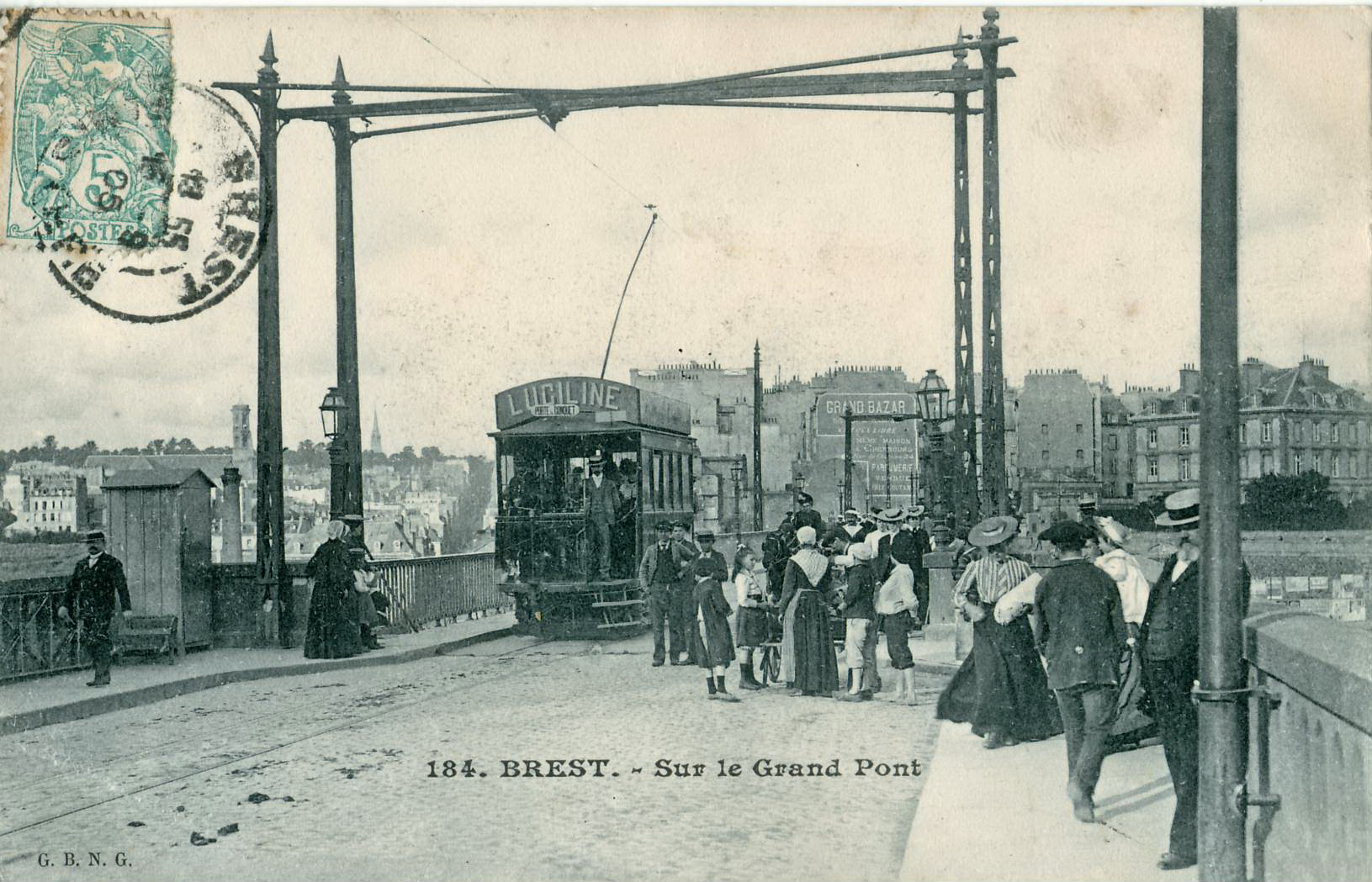
Ancien tramway de Brest sur le pont National ; on distingue l’entrée de la rue de Siam, l'autre côté du pont, avec la banque de France sur la droite et la Grand-rue dans son vallon sur la gauche.
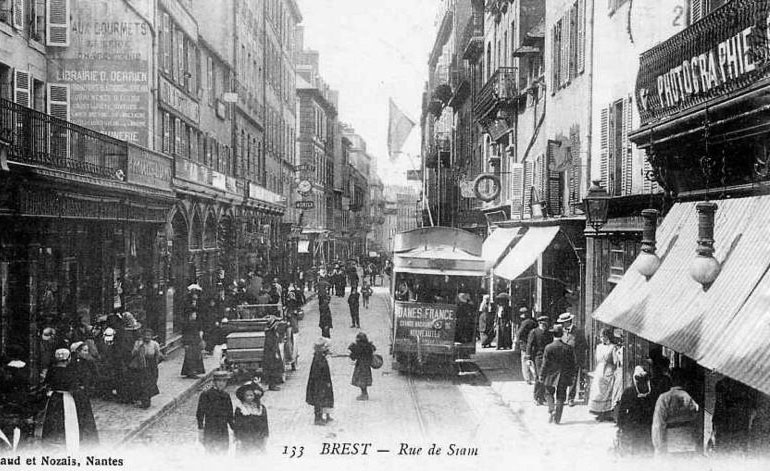
La rue de Siam avant guerre et le tramway y passant.
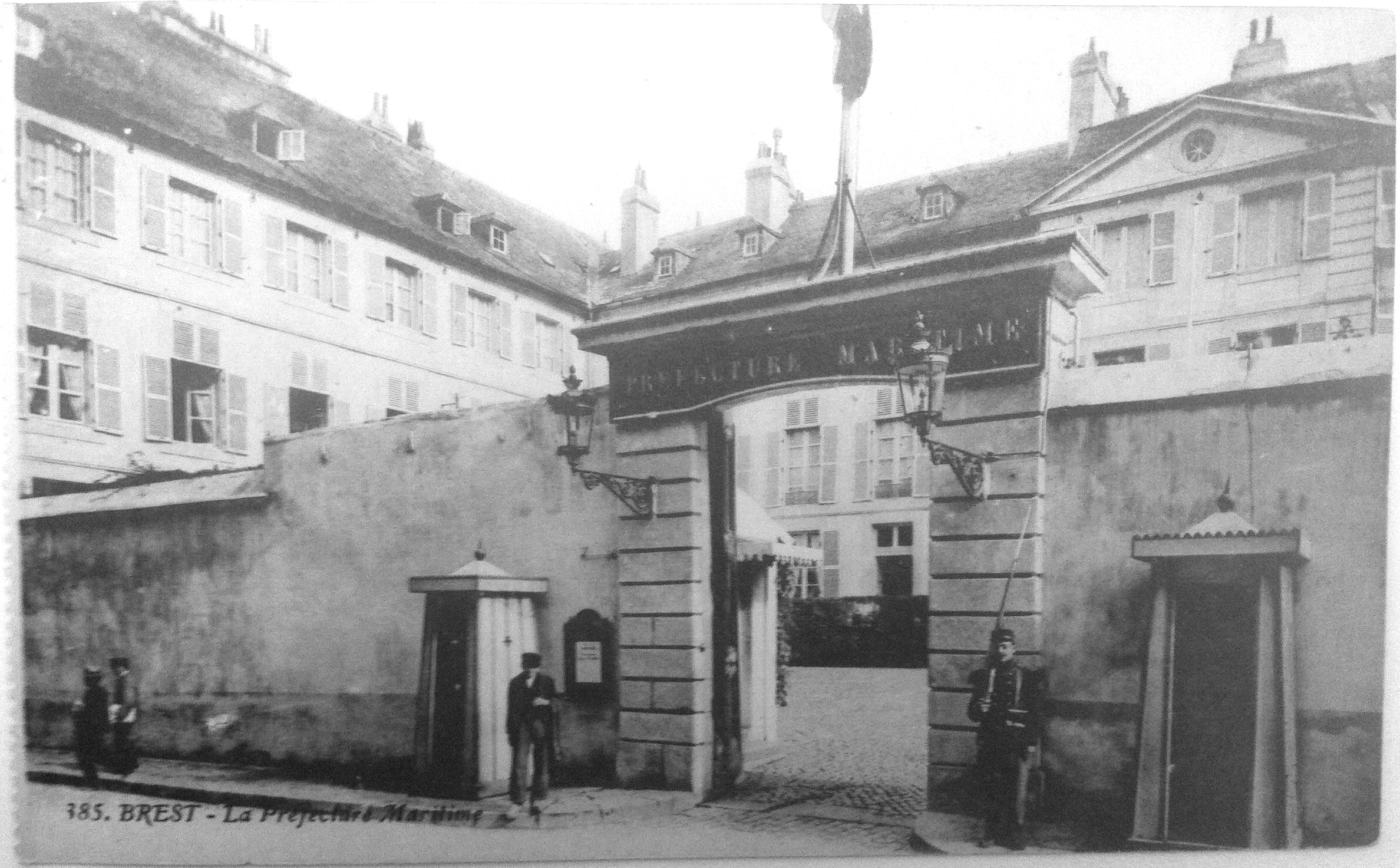
L'hôtel Saint-Pierre abritant la Préfecture maritime de 1800 à 1914, vue de la rue de Siam.
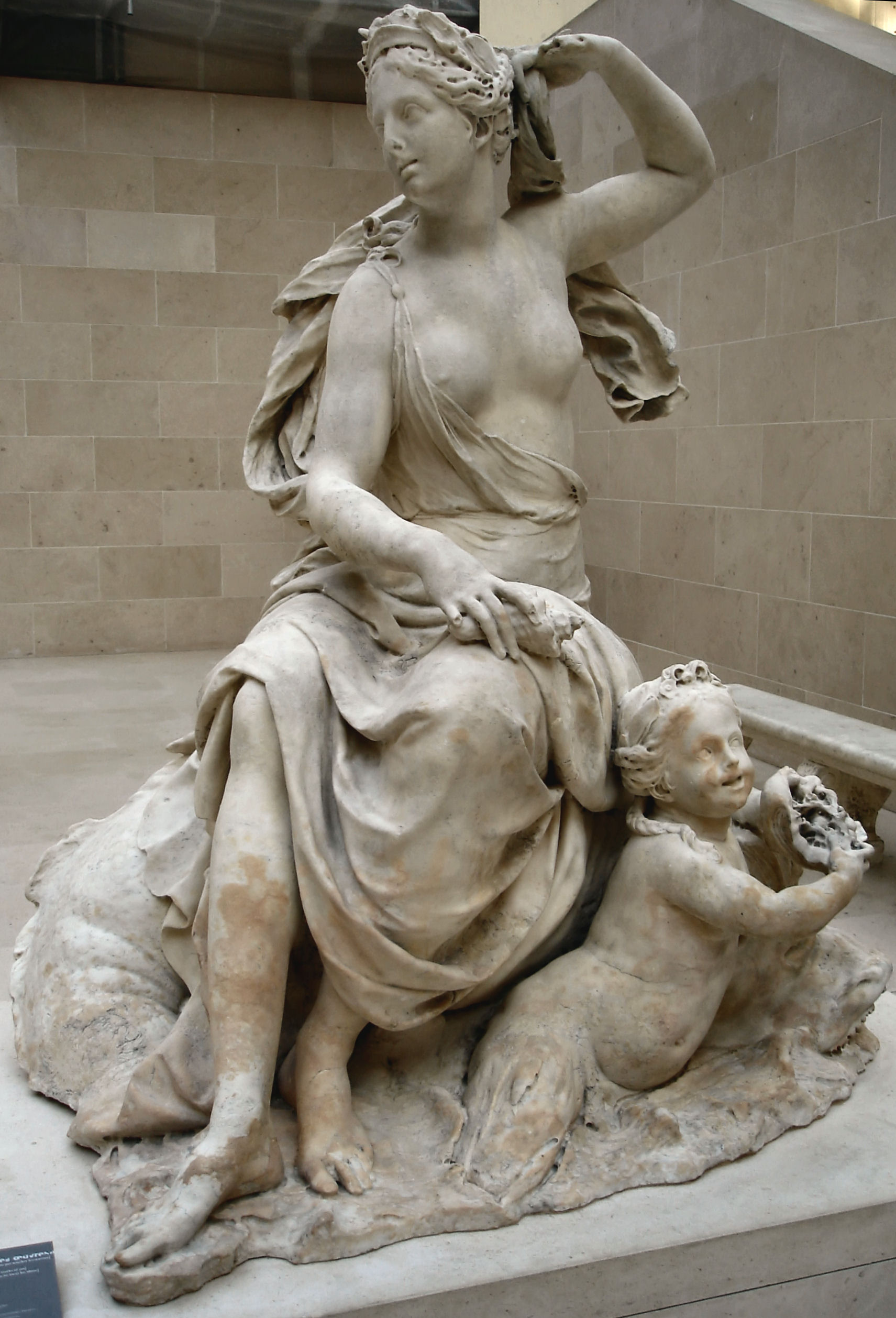
Le triomphe d'Amphitrite de d'Antoine Coysevox, qui se trouvait dans les jardins de l'hôtel Saint-Pierre de 1912 à 1939 (transférée au musée du Louvre à la Libération).
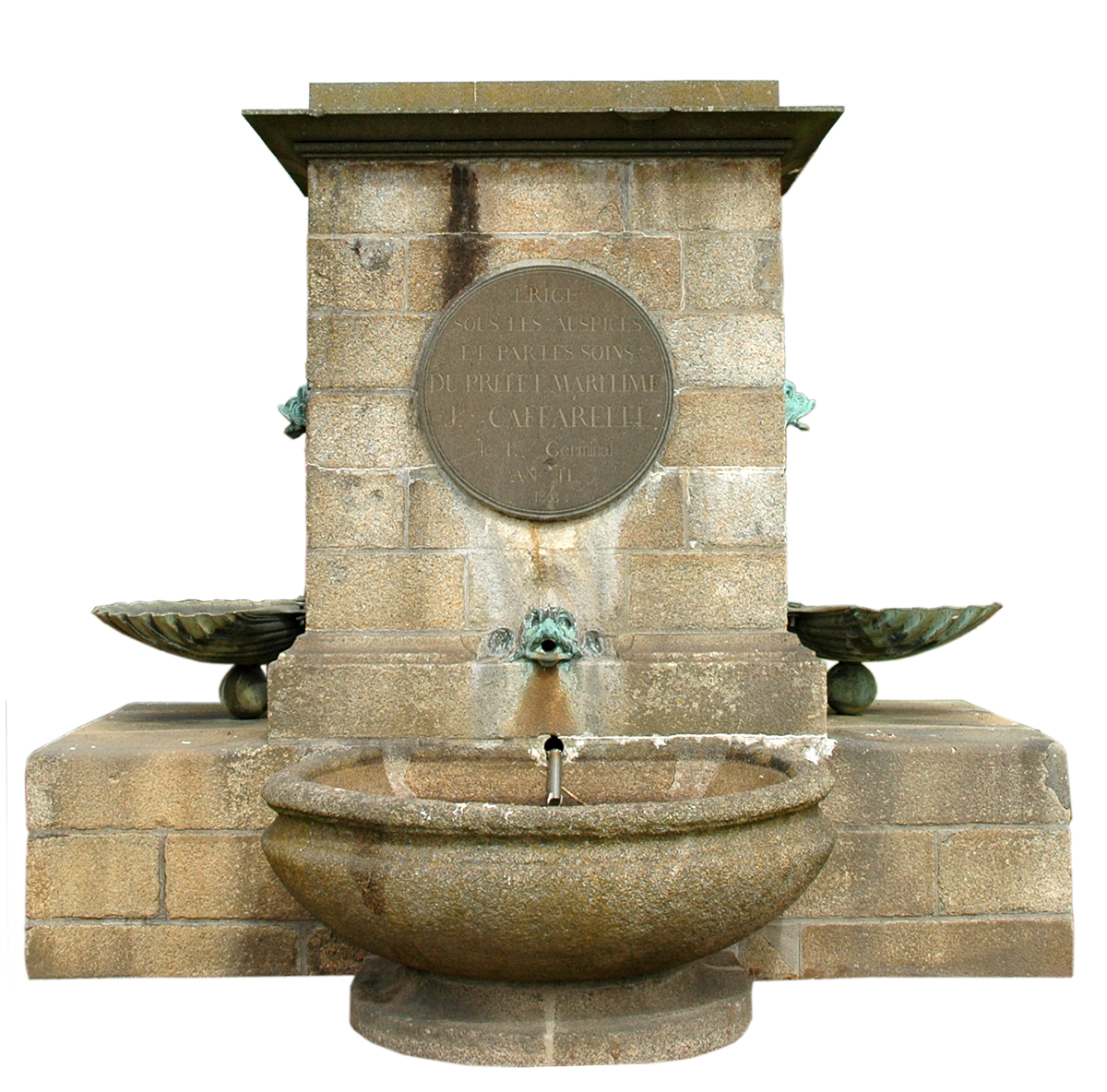
Socle du triomphe d'Amphitrite maintenant dans le château de Brest.

### Rue de Siam et plan Mathon
La rue de Siam avait été pensée comme l’axe majeur de la ville reconstruite après la seconde guerre mondiale par Jean-Baptiste Mathon. Elle poursuit la perspective monumentale de la Place de la Liberté en une artère rectiligne qui n'a plus grand chose à voir avec la rue d'avant-guerre. La rue croise en son centre l'axe mineur de la ville, au niveau des fontaines de Marta Pan et de la librairie Dialogues. La partie haute de la rue est l'un des rares espaces unis et cohérents architecturalement parlant, de style 1940 (façades monumentales d'inspiration classique et moderne) du centre-ville reconstruit, avec la place de la Liberté qu'elle prolonge. On remarquera que, contrairement à l'ancienne rue de Siam qui était coudée, la rue actuelle s'ouvre sur la rade de Brest, et est particulièrement exposée au vent.

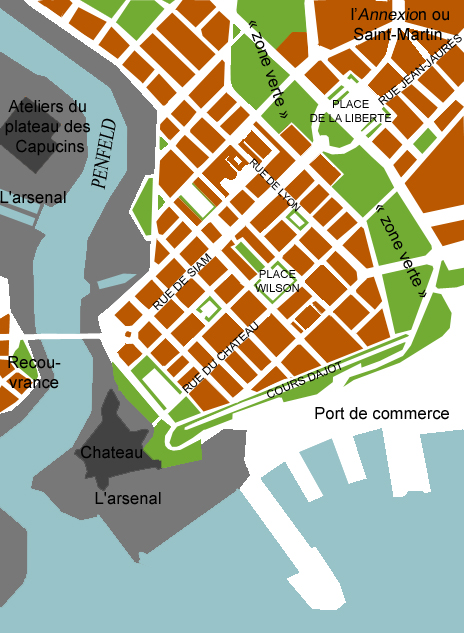
Le plan Mathon tel qu’il fut adopté en 1948, avec la rue de Siam comme axe majeur.
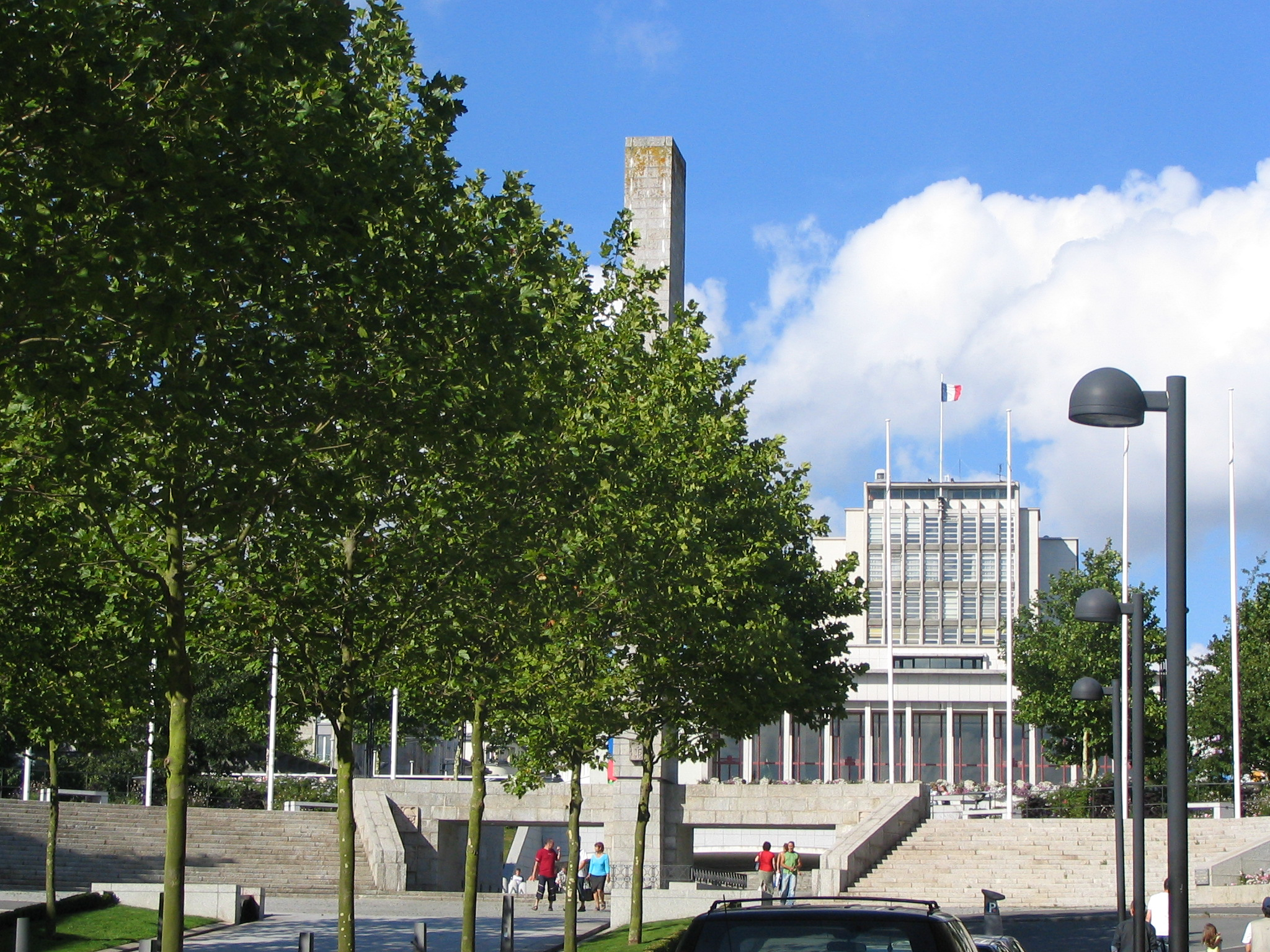
Vue de l'hôtel de ville de Brest et du monument aux morts fermant la nouvelle rue de Siam (cliché de 2005).
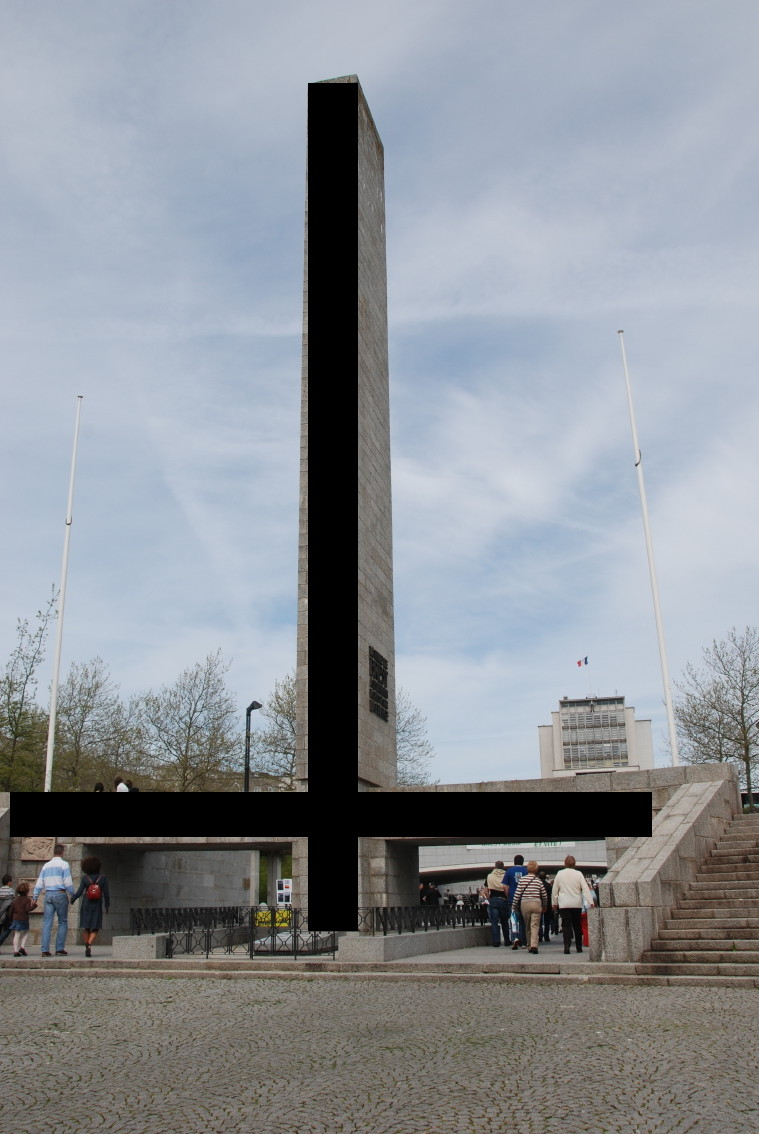
Monument aux morts de Brest - Architecte : Jean Baptiste Mathon (version floutée-liberté de panorama).
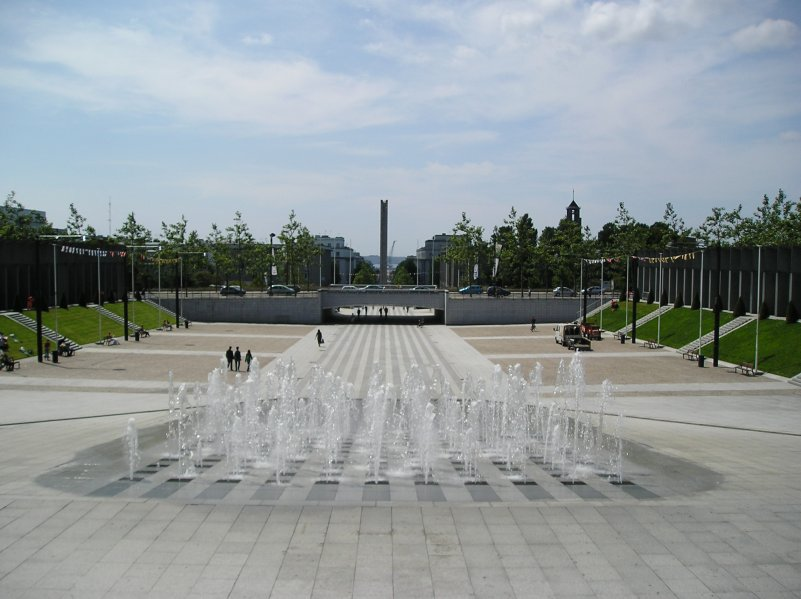
Perspective monumentale de la place de la Liberté, ouvrant sur la rue de Siam, avec la rade en arrière-plan, et sur la droite, le clocher de l'église Saint-Louis dépassant du centre reconstruit.
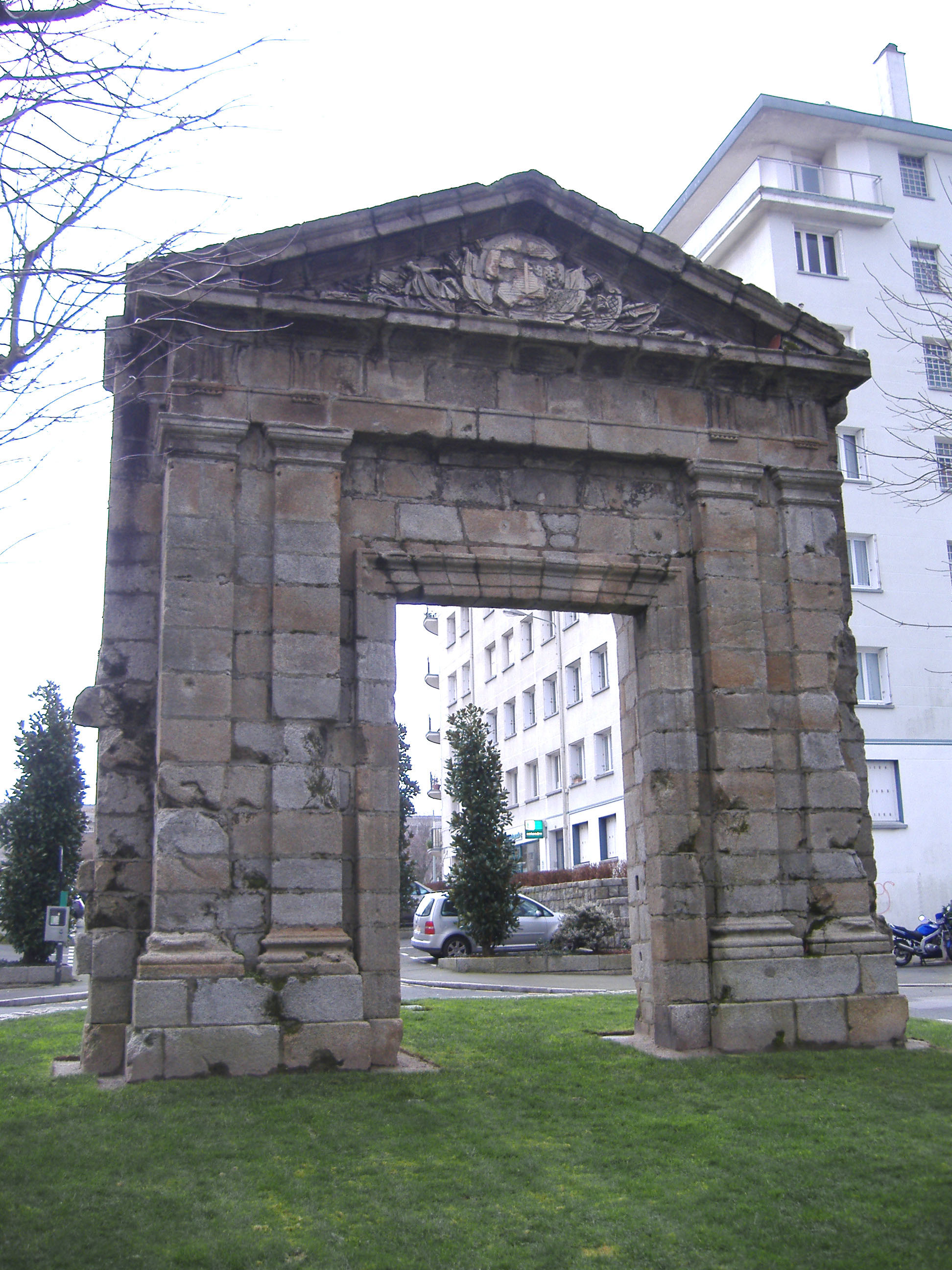
Porte de l'ancien séminaire de Brest (XVIIe siècle) devenu école des mécaniciens puis caserne Guépin, remontée dans l'axe mineur du centre-ville reconstruit, en lieu et place de l’entrée de l'hôtel Saint-Pierre, siège de la préfecture maritime avant guerre.
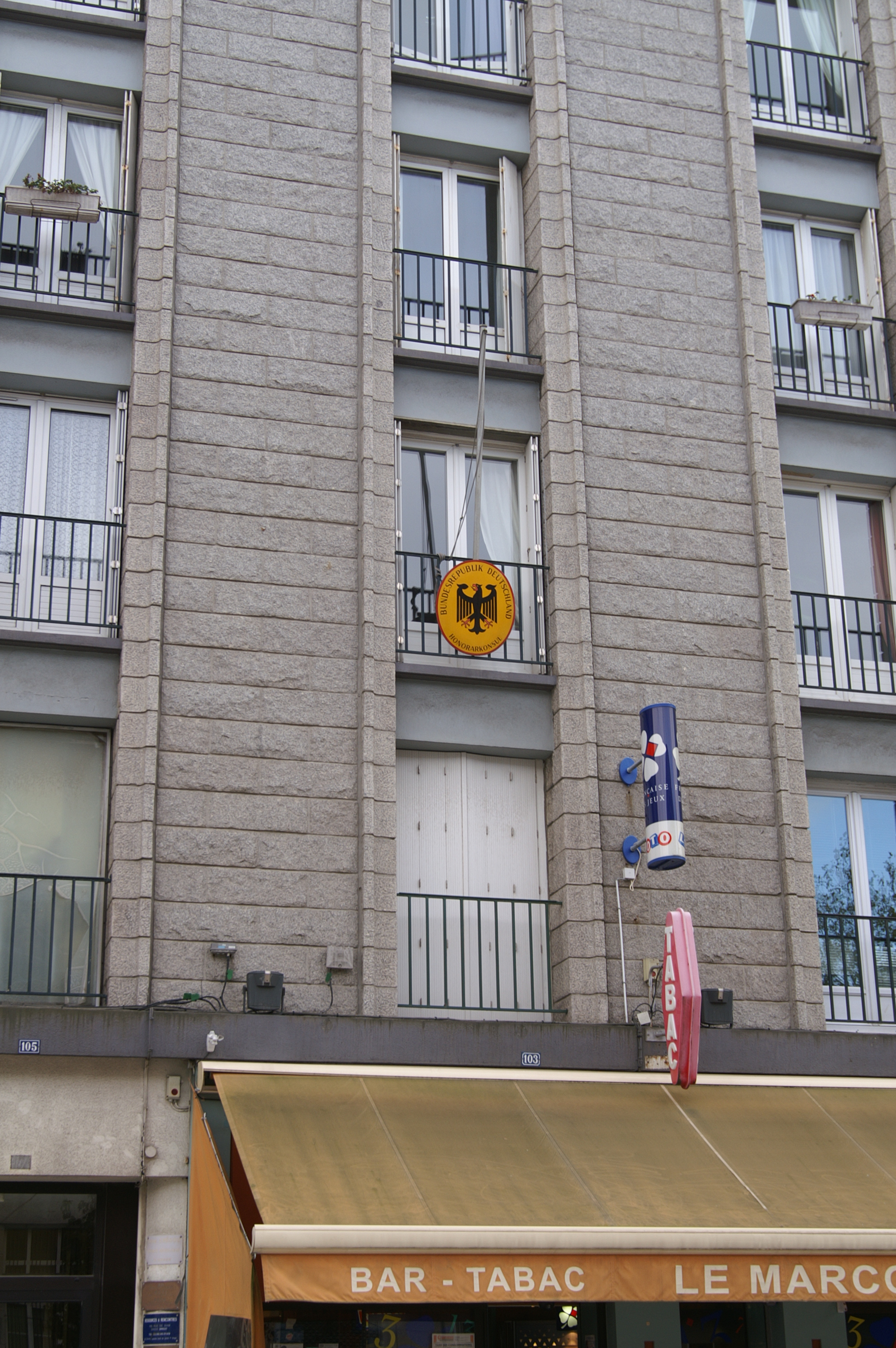
Détail d'une des façades reconstruction parées de granite de Brest, en haut de la rue (consulat d'Allemagne).
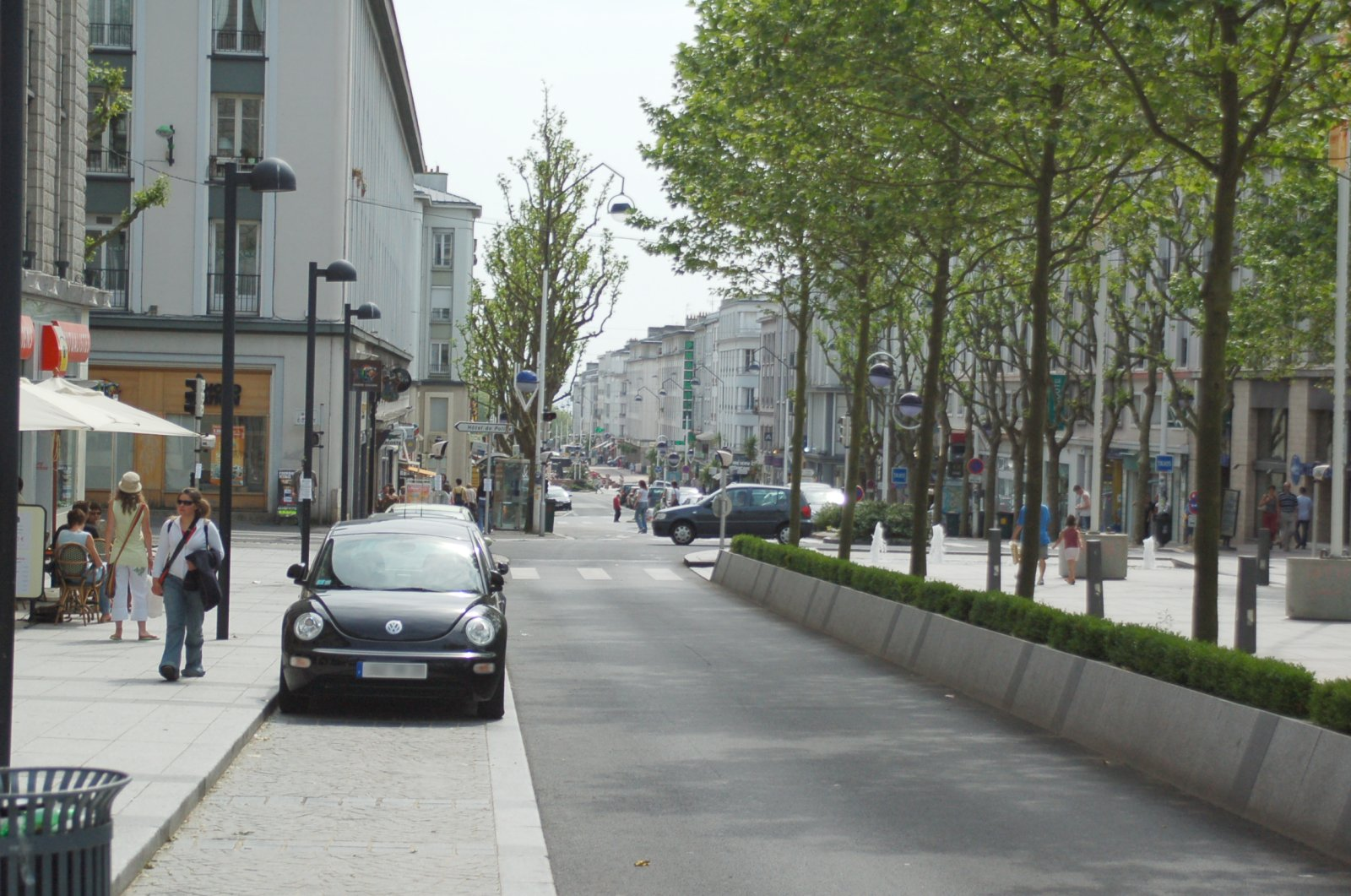
La rue de Siam en 2006 (avant l’arrivée du tramway de Brest).
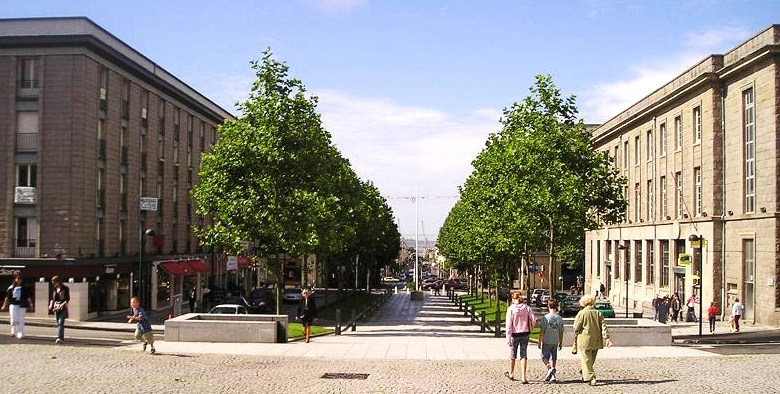
Sortie du square Mathon, perspective de la rue de Siam en 2005 (avant l’arrivée du tramway de Brest).

### Historique récent
La rue de Siam commence du côté rive gauche du pont de Recouvrance qui enjambe la Penfeld. Recouvrance, sur la rive droite de la Penfeld, est un quartier populaire qui contraste avec la rue de Siam où, dans les années 1950-1960, se trouvaient les boutiques et les cafés chics de la ville. Dans le bas de la rue de Siam, il y avait à droite le café de l'Épée et à gauche le restaurant Les Antilles. Les aspirants et officiers de toutes nationalités prenaient l'apéritif à l'Épée puis traversaient la rue de Siam pour aller dîner aux Antilles.

### Les fontaines de Marta Pan

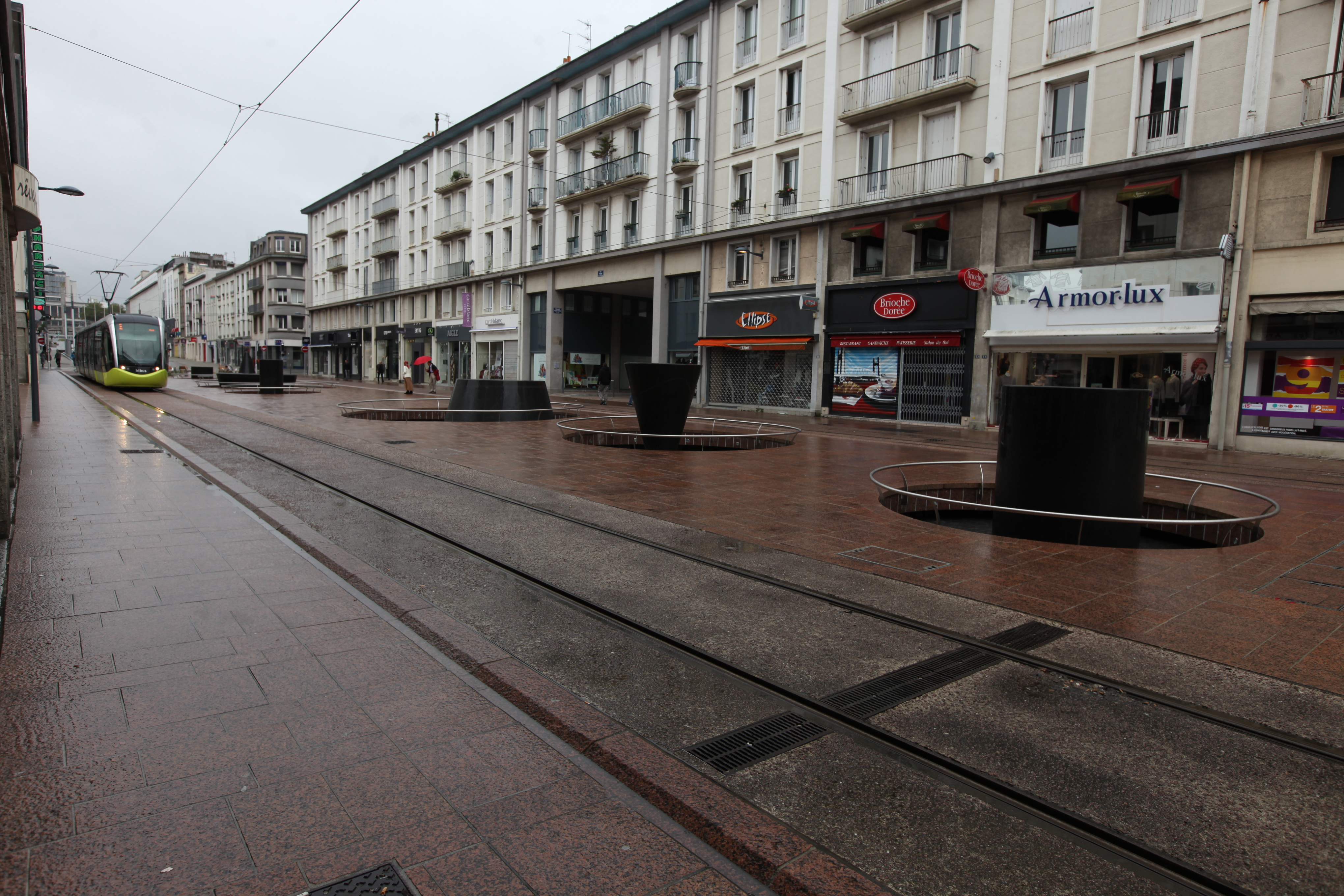
Les Lacs de Marta Pan.

Les fontaines de Marta Pan (1988) en plein centre de la rue de Siam sont emblématiques de la volonté des municipalités successives de Brest d'embellir la ville par des œuvres contemporaines dans les années 1980. Elles sont situées à l’intersection des axes majeurs et mineurs du centre ville reconstruit. Ces fontaines en granite noir d'Afrique du Sud - dont le coût avait défrayé la chronique à l'époque, ainsi que le résultat -, Marta Pan les avaient appelé les Lacs et elles étaient le prélude à une tentative avortée de remodeler l'ensemble de la rue de Siam qui devaient former un parcours d'eau. Ce parcours devait prendre comme source la place de la Liberté, se continuer dans la partie existante, et se terminer en delta, dans la partie basse de la rue. Un changement de majorité à la mairie a eu raison de ce projet. À noter que Bernard Huet a en partie repris l'idée du parcours d'eau, ainsi que celle de fosse, lorsqu'il a rénové l'ensemble place de la Liberté et Square Mathon (terminé en 1999).

### La rue de Siam au début des années 2010
Au cours des années 1990 et 2000, la rue de Siam perdit beaucoup de son attractivité au profit de la rue Jean-Jaurès. Néanmoins, on y trouve toujours la librairie Dialogues et le quartier a tout de même su conserver quelques boutiques les plus chics de la ville. La municipalité chercha donc à redynamiser la rue en profitant notamment de la construction du tramway. La rue est maintenant piétonne, si on exclut le passage du tram ; sa morphologie a aussi beaucoup évolué, surtout dans sa partie basse, avec le réaménagement de la place des Français-Libres en une esplanade surplombant la Penfeld. Toujours dans le cadre de ces travaux, une œuvre d'art contemporain mêlant métal et branchages, l'Arbre emphatique du sculpteur barcelonais Enric Ruiz Geli, est installée au bas de cette place.

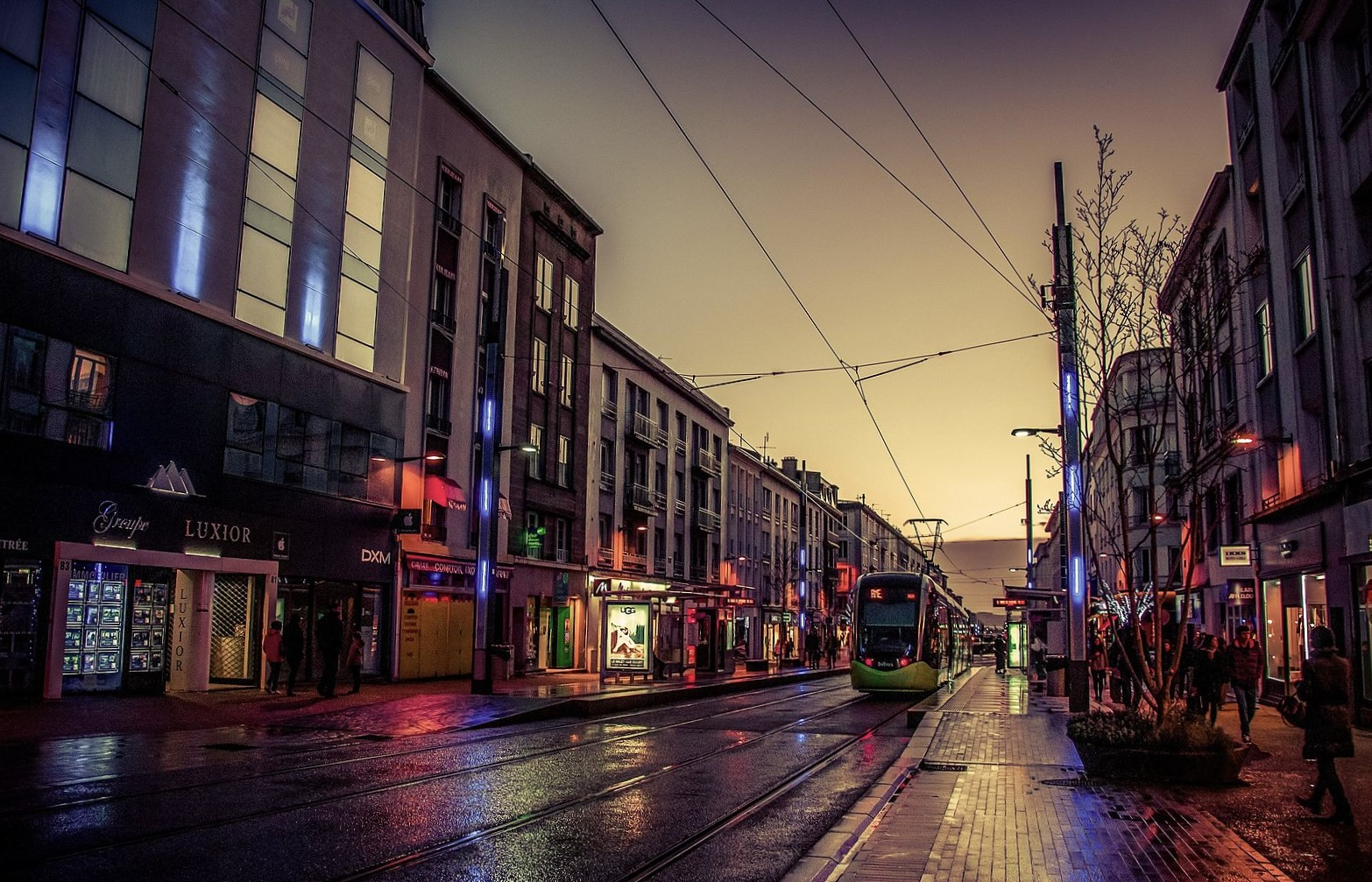
La rue de Siam de nuit.
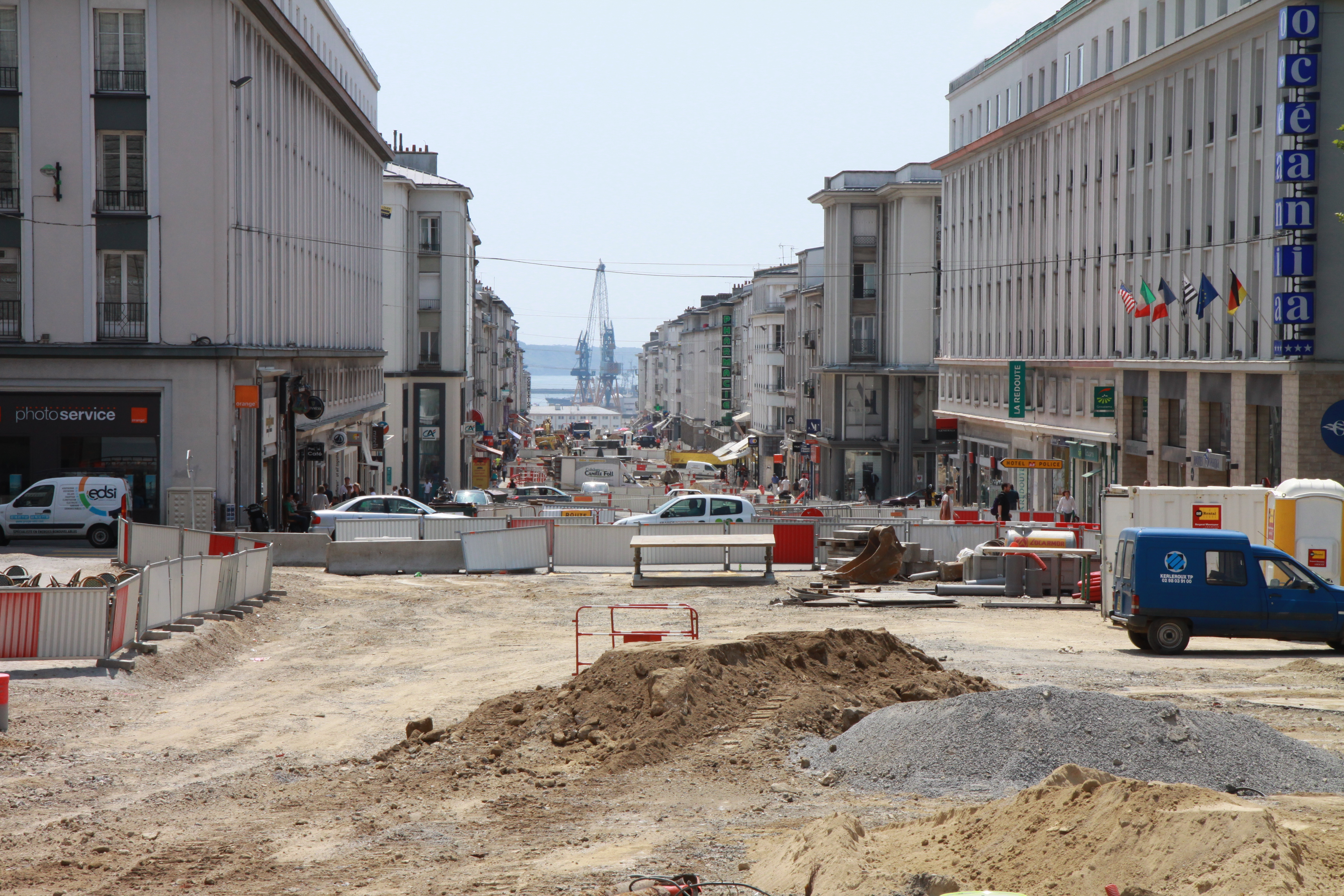
La rue en travaux en 2010.
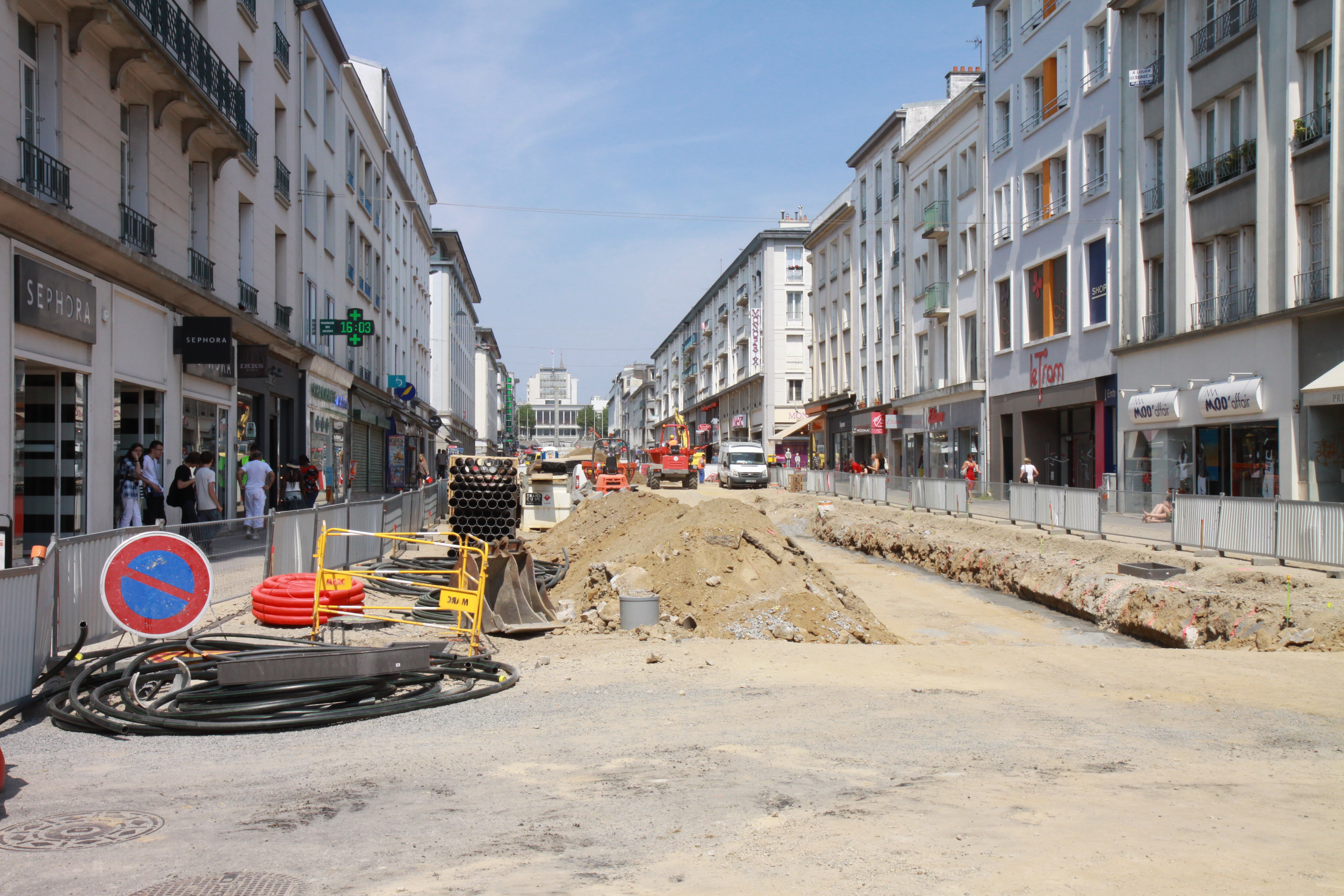
Les fontaines de Marta Pan lors des travaux de 2010.
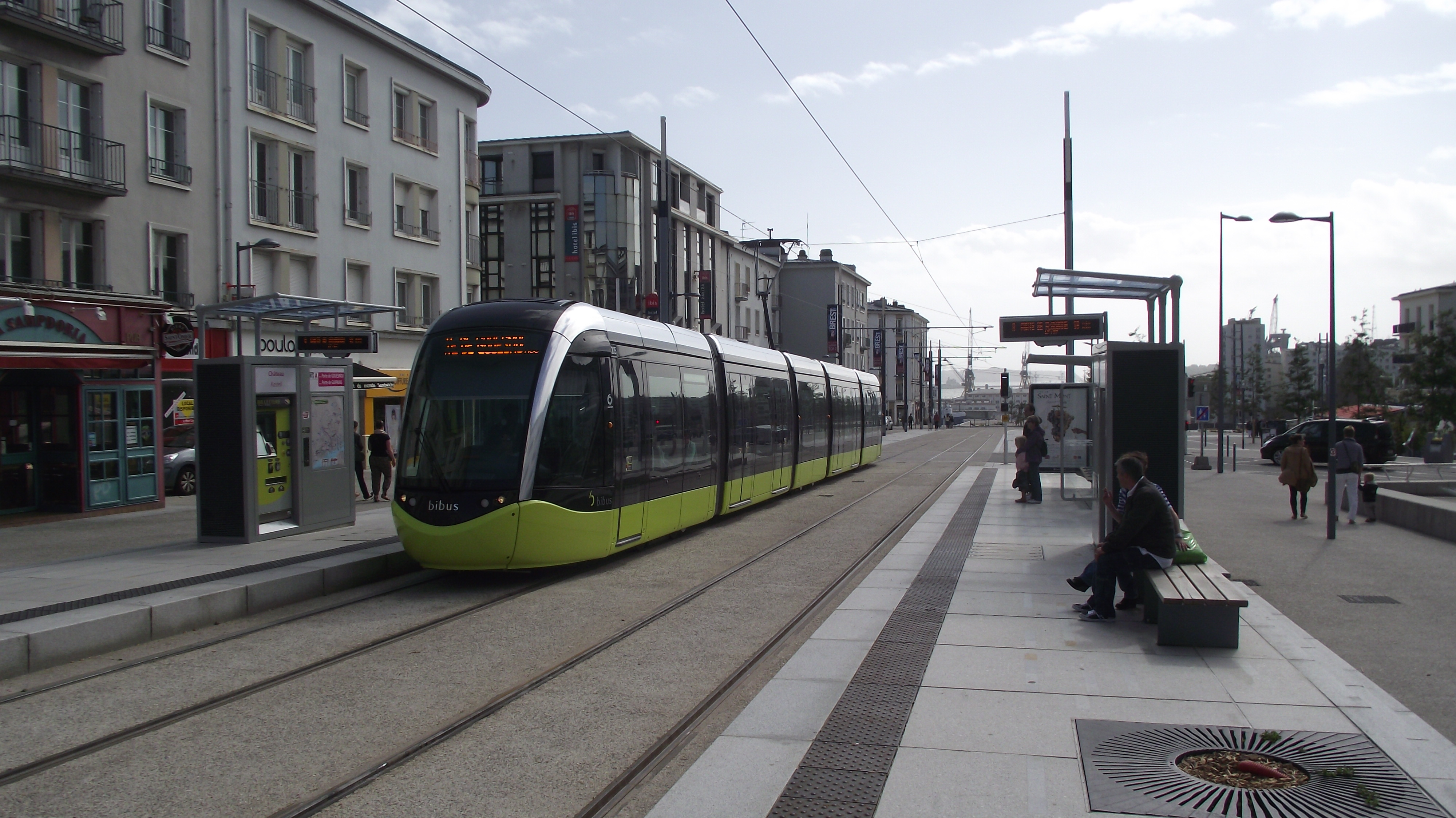
La rue de nos jours.
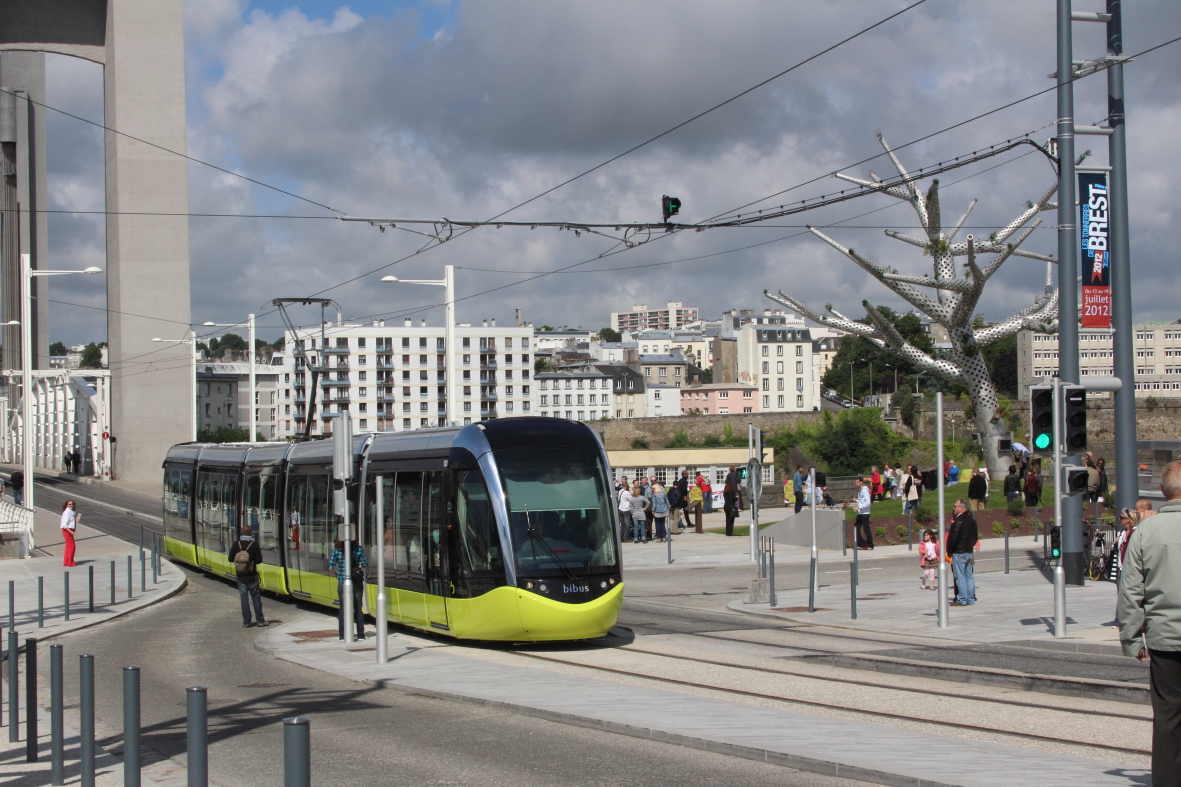
Sur la droite, l'Arbre emphatique du sculpteur barcelonais Enric Ruiz Geli.

## Bâtiments remarquables et lieux de mémoire

### Rue de Brest à Bangkok
Le 15 février 2013, la rue Charoenkrung Soi 36 à Bangkok a été rebaptisée « Rue de Brest » en présence de François Cuillandre, maire de Brest aux côtés de Thierry Viteau, l’ambassadeur de France en Thaïlande ainsi que le secrétaire permanent adjoint de la ville de Bangkok et un représentant du ministère de la Culture du royaume de Thaïlande. Cette « Rue de Brest » est celle qui longe l’ambassade de France à Bangkok.
Pour l'occasion, des musiciens du bagad Kerlenn Pondi de Pontivy, ainsi qu'un cercle d’étudiants thaïlandais de l’université Rangsit à Bangkok étaient présents pour un spectacle de danses bretonnes. Une exposition réalisée par les archives municipales de la ville de Brest retraçant l’histoire de la rue de Siam à Brest du XVIIe siècle à 2013 a également été présentée sur le mur extérieur de l’ambassade de France à Bangkok.

### Réputation

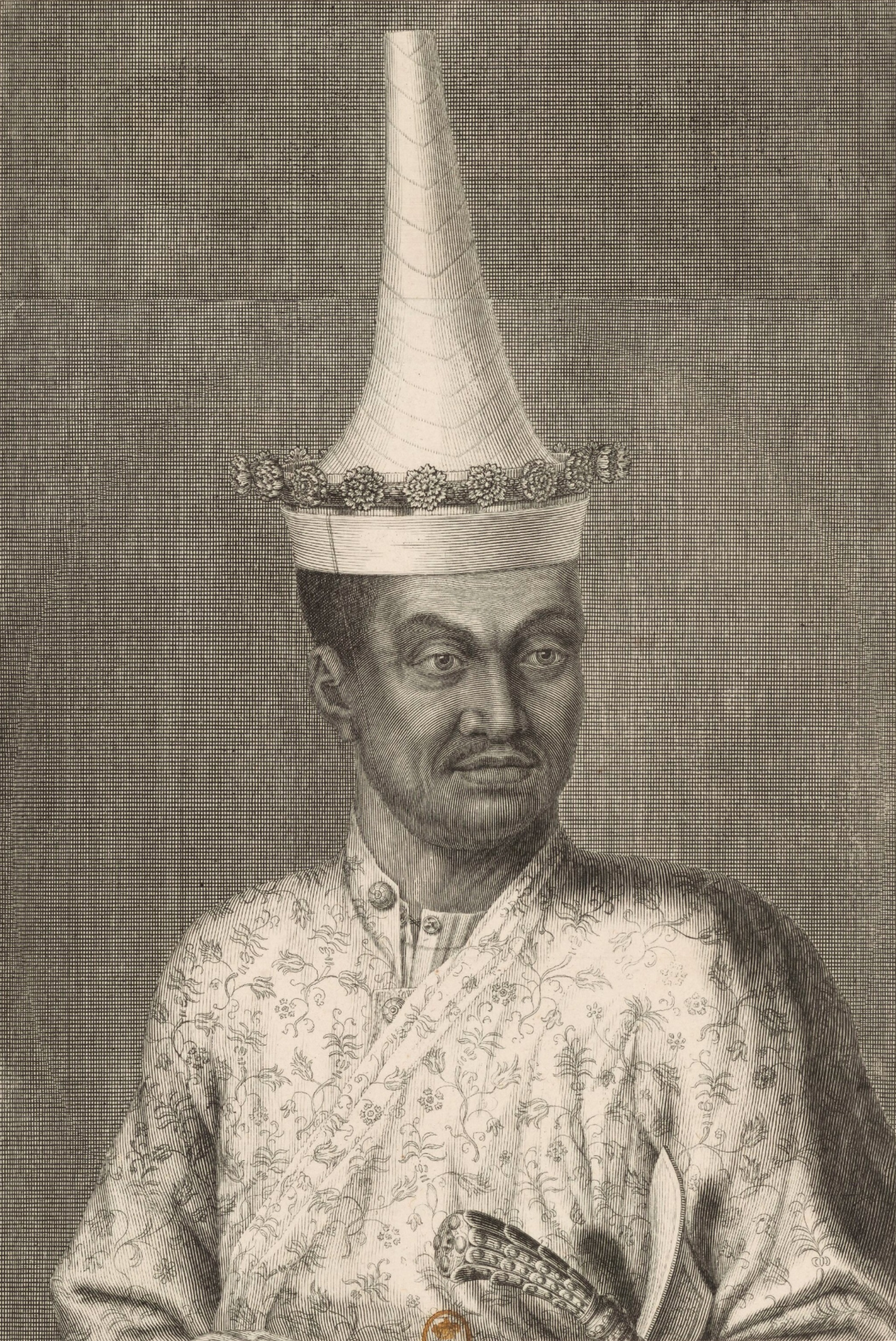
Gravure française de l'ambassadeur siamois Kosa Pan, en 1686.